# Oßling
Oßling (en français Ossling, en sorabe Wóslink) est une commune de Saxe (Allemagne), située dans l'arrondissement de Bautzen, dans le district de Dresde.